# Segunda División Peruana 1968
La Segunda División Peruana 1968, la 26ª edición del torneo, fue jugada por diez equipos. 
El ganador del torneo fue Deportivo Municipal que ascendió al Campeonato Descentralizado 1969 mientras que Unión América descendió a la Liga de Lima al haber ocupado el último lugar.

## Ascensos y descensos
| Posición | Ascendido al Descentralizado 1968 |
| -------- | --------------------------------- |
| 1º       | KDT Nacional                      |

| Posición | Descendido del Descentralizado 1967 |
| -------- | ----------------------------------- |
| 13º      | Deportivo Municipal                 |

| Posición | Ascendido de Liguilla de Ascenso 1967 |
| -------- | ------------------------------------- |
| 1º       | Deportivo Sima                        |

| Posición | Descendido a Liga del Callao 1968 |
| -------- | --------------------------------- |
| 10º      | Íntimos de la Legua               |

## Equipos participantes
| Club                        | Ciudad |
| --------------------------- | ------ |
| Atlético Deportivo Olímpico | Callao |
| Atlético Sicaya             | Callao |
| Carlos Concha               | Callao |
| Ciclista Lima               | Lima   |
| Deportivo Municipal         | Lima   |
| Deportivo Sima              | Callao |
| Independiente Sacachispas   | Lima   |
| Juventud Gloria             | Lima   |
| Racing San Isidro           | Lima   |
| Unión América               | Lima   |

## Tabla de posiciones
| #   | Equipo                      | PJ | G  | E | P  | GF | GC | Dif | Pts |
| --- | --------------------------- | -- | -- | - | -- | -- | -- | --- | --- |
| 1º  | Deportivo Municipal         | 18 | 13 | 2 | 3  | 37 | 12 | +25 | 28  |
| 2º  | Atlético Deportivo Olímpico | 18 | 12 | 2 | 4  | 31 | 20 | +11 | 26  |
| 3º  | Carlos Concha               | 18 | 9  | 5 | 4  | 34 | 21 | +13 | 23  |
| 4º  | Deportivo Sima              | 18 | 8  | 5 | 5  | 27 | 19 | +8  | 21  |
| 5º  | Ciclista Lima               | 18 | 9  | 1 | 8  | 27 | 28 | -1  | 19  |
| 6º  | Independiente Sacachispas   | 18 | 7  | 3 | 8  | 24 | 23 | +1  | 17  |
| 7º  | Juventud Gloria             | 18 | 5  | 4 | 9  | 28 | 36 | -8  | 14  |
| 8º  | Racing San Isidro           | 18 | 4  | 5 | 9  | 19 | 37 | -18 | 13  |
| 9º  | Atlético Sicaya             | 18 | 4  | 3 | 11 | 17 | 40 | -23 | 11  |
| 10º | Unión América               | 18 | 3  | 2 | 13 | 27 | 41 | -14 | 8   |

|  | Campeón y ascendido al Campeonato Descentralizado 1969 |
|  | Descendido a la Liga de Lima 1969                      |